# Historique du parcours africain du Horoya Athlétique Club
Historique du parcours africain du Horoya Athlétique Club retrace le parcours du Horoya AC dans les compétitions africaines.

## Parcours

### Champions League
| Saison | Tour         | Club               | Domicile | Extérieur | Total |
| ------ | ------------ | ------------------ | -------- | --------- | ----- |
| 2000   | Préliminaire | SC Bissau          | 2-0      | 1-1       | 3-1   |
| 2000   | 1            | Hearts of Oak      | 2-2      | 1-2       | 3-4   |
| 2002   | Préliminaire | Wallidan FC        | 1-1      | 0-3       | 1-4   |
| 2012   | Préliminaire | Ports Authority FC | 1-0      | 0-0       | 1-0   |
| 2012   | 1            | MAS Fez            | 1-1      | 0-3       | 1-4   |
| 2013   | Préliminaire | Séwé Sports        | 0-0      | 0-3       | 0-3   |
| 2014   | Préliminaire | FC Nouadhibou      | 3-0      | 1-1       | 4-1   |
| 2014   | 1            | Raja Casablanca    | 1-0      | 1-1       | 2-1   |
| 2014   | 2            | CS Sfaxien         | 0-1      | 0-2       | 0-3   |
| 2016   | Préliminaire | AS Douanes         | 4-0      | 0-0       | 4-0   |
| 2016   | 1            | ZESCO United FC    | 2-0      | 1-4       | 3-4   |
| 2017   | Préliminaire | US Gorée           | 2-1      | 0-0       | 2-1   |
| 2017   | 1            | Espérance de Tunis | 2-1      | 1-3       | 3-4   |

### Coupe d'Afrique des clubs champions
| Saison | Tour | Club              | Domicile | Extérieur | Tour        |
| ------ | ---- | ----------------- | -------- | --------- | ----------- |
| 1986   | 1    | Invincible Eleven | 4-0      | 1-3       | 5-3         |
| 1986   | 2    | Hearts of Oak     | 1-2      | 0-2       | 1-4         |
| 1987   | 1    | Mighty Barrolle   | 0-0      | 1-2       | 1-2         |
| 1989   | 1    | Djoliba AC        | 0-0      | 0-1       | 0-1         |
| 1992   | 1    | ES Tunis          | 2-0      | 0-2       | 2-2 (5-4 p) |
| 1992   | 2    | ASEC Mimosas      | 1-2      | 0-4       | 1-6         |
| 1993   | 1    | KAC Marrakech     | 1-0      | 0-5       | 1-5         |
| 1995   | 1    | Stade Malien      | 1-1      | 0-1       | 1-2         |

### Coupe de la confédération
| Saison | Tour             | Club              | Domicile | Extérieur | Total       |
| ------ | ---------------- | ----------------- | -------- | --------- | ----------- |
| 2014   | 3                | ES Sahel          | 0-0      | 0-1       | 0-1         |
| 2015   | Préliminaire     | FC Fassell        | 1-0      | 3-3       | 4-3         |
| 2015   | 1                | ASO Chlef         | 1-0      | 0-1       | 1-1 (4-5 p) |
| 2017   | Playoff          | IR Tanger         | 2-0      | 2-3       | 4-3         |
| 2017   | Phase de Groupes | TP Mazembe        | 1-1      | 1-2       | 3º Lugar    |
| 2017   | Phase de Groupes | Supersport United | 0-0      | 2-2       | 3º Lugar    |
| 2017   | Phase de Groupes | CF Mounana        | 1-0      | 1-0       | 3º Lugar    |

### Coupe de la CAF
| Saison | Tour | Club               | Domicile | Extérieur | Total   |
| ------ | ---- | ------------------ | -------- | --------- | ------- |
| 1997   | 1    | Chabab Mohammédia  | 0-0      | 1-2       | 1-2     |
| 1998   | 1    | Real Tamale United | 1-1      | 2-1       | 3-2     |
| 1998   | 2    | RS Settat          | 1-1      | 1-3       | 2-4     |
| 1999   | 1    | USM Alger          | 3-2      | 1-2       | 4-4 (a) |

### Coupe d'Afrique des vainqueurs de coupe
| Saison | Club             | Tour                | Domicile | Extérieur | Total       |
| ------ | ---------------- | ------------------- | -------- | --------- | ----------- |
| 1978   | 1                | Shooting Stars FC   | 3-0      | 1-3       | 4-3         |
| 1978   | Quarts de finale | Caïman de Douala    | 4-1      | 3-3       | 7-4         |
| 1978   | Demi-finale      | RC Kadiogo          | 1-0      | 2-3       | 3-3 (a)     |
| 1978   | Finale           | MA Hussein Dey      | 2-1      | 3-1       | 5-2         |
| 1979   | 2                | Bai Bureh Warriors  | 3-0      | 1-0       | 4-0         |
| 1979   | Quarts de finale | CM Belcourt         | 3-1      | 3-0       | 6-1         |
| 1979   | Demi-finale      | Gor Mahia FC        | 0-2      | 0-1       | 0-3         |
| 1980   | 2                | OC Agaza            | 0-0      | 0-0       | 0-0 (1-2 p) |
| 1983   | 1                | Bai Bureh Warriors  | 3-2      | 1-0       | 4-2         |
| 1983   | 2                | AS Police           | 2-1      | 1-0       | 3-1         |
| 1983   | Quarts de finale | Green Buffaloes FC  | 2-0      | 0-1       | 2-1         |
| 1983   | Demi-finale      | Arab Contractors SC | 0-1      | 0-3       | 0-4         |
| 1984   | 1                | Enugu Rangers       | w.o.M    | w.o.M     | w.o.M       |
| 1985   | 1                | Wallidan FC         | 2-0      | 0-1       | 2-1         |
| 1985   | 2                | Leventis United     | 1-1      | 0-0       | 1-1 (a)     |
| 1996   | 1                | CR Belouizdad       | 2-0      | 2-5       | 4-5         |

M: Horoya AC a quitté le tournoi en raison de la mort du président de Guinée Ahmed Sekou Touré.

### Coupe de l'UFOA
- Vainqueur de la Coupe de l'UFOA en 2009.